# Alexander (Arkansas)
Alexander is een plaats (town) in de Amerikaanse staat Arkansas, en valt bestuurlijk gezien onder Pulaski County en Saline County.

## Demografie
Bij de volkstelling in 2000 werd het aantal inwoners vastgesteld op 614.
In 2006 is het aantal inwoners door het United States Census Bureau geschat op 640,.

## Geografie
Volgens het United States Census Bureau beslaat de plaats een oppervlakte van
1,2 km². Alexander ligt op ongeveer 98 m boven zeeniveau.